# تمرد الدولة الإسلامية في بونتلاند
بدأت معارك الدولة الإسلامية في بونتلاند في 22 أكتوبر 2015 بعد أن تعهد الجهادي السابق في حركة الشباب عبد القادر مؤمن بالولاء لأبو بكر البغدادي وتنظيم الدولة الإسلامية، وأنشأ "الدولة الإسلامية في الصومال" (أبناء الخليفة) واستقر في الصومال. (منطقة جلجالة في بونتلاند).
في نوفمبر 2024، أعلنت ولاية بونتلاند شبه المستقلة عن الهجمات العسكرية الكبرى، بقيادة قوات أمن بونتلاند وقوات الدراويش في بونتلاند وقوات شرطة بونتلاند البحرية وبدعم من قيادة الولايات المتحدة في أفريقيا، شنت هجومًا ضد تنظيم الدولة الإسلامية في الصومال في منطقة باري و خصوصا في وادي جعيل. أطلق على العملية الاسم الرمزي هيلاك. وتعد هذه هي المرة الأولى التي تشن فيها قوات بونتلاند هجومًا عسكريًا منذ حملة قندلة في عام 2016.